# Сражение у Каньон-Крика
Сражение у Каньон-Крика (англ. Battle of Canyon Creek) — сражение между не-персе и армией США, произошедшее 13 сентября 1877 года на территории современного округа Йеллоустон в Монтане. После начала вооружённых столкновений не-персе отправились на восток, пересекли Скалистые горы и Йеллоустонский национальный парк, а затем продолжили путь на север к американо-канадской границе. 
Американская армия настигла их у ручья Каньон-Крик, к западу от города Биллингса. Индейские воины заняли позиции на выступах скал, возвышающихся над входом в каньон, и открыли огонь по солдатам. Меткая стрельба индейских снайперов вынудила отступить американцев и к вечеру не-персе покинули район Каньон-Крик. На следующее утро армия США продолжила преследование индейцев.